# Hohe Roßfelder

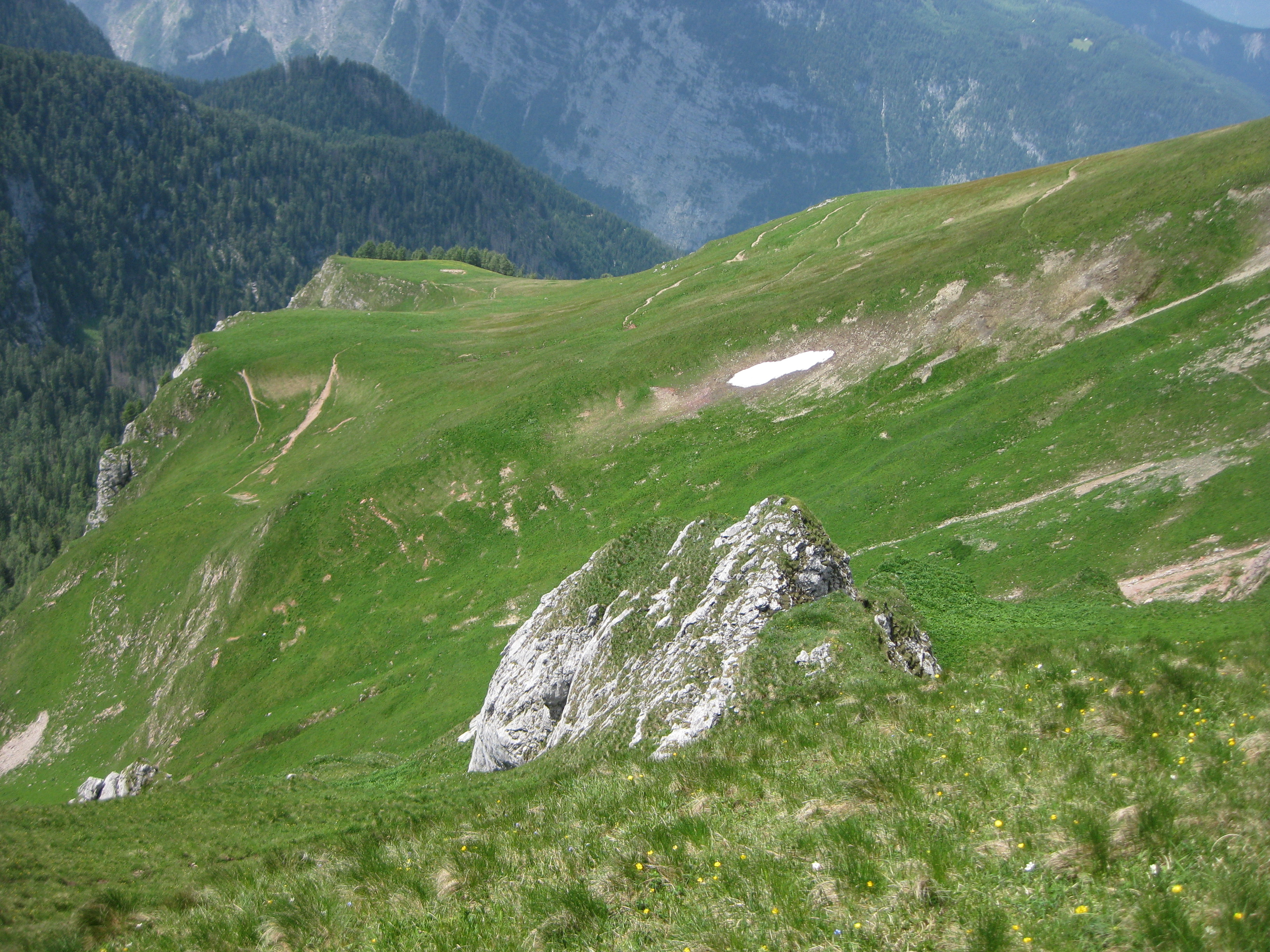
Oberes Roßfeld

Die Hohen Roßfelder, auch im Singular als Hohes Roßfeld, Roßfeldalm oder auch nur Roßfeld bezeichnet, sind zwei benachbarte steile Almwiesen östlich und oberhalb des Königssees in den Gotzenbergen, dem bayerischen Teil des Hagengebirges. 

## Lage
Die Hohen Roßfelder befinden sich oberhalb der Priesbergalm, die auf 1460 Meter Höhe liegt, und unterhalb des 2184 Meter hohen Fagsteins. Sie liegen im Staatsforstdistrikt XVII Priesberg des Forstes Königssee, ein vormals gemeindefreies Gebiet und seit dem 1. Januar 1984 eine Gemarkung der Gemeinde Schönau am Königssee.
Das nordwestlich gelegene Untere Roßfeld mit einer Fläche von rund 30 Hektar liegt auf 1600 bis 1800 Metern und das Obere Roßfeld mit 23 Hektar auf 1800 bis 2000 Metern Höhe. Die beiden Almwiesen sind durch die Kammerlwand voneinander getrennt.
Am südlichen Rand des Oberen Roßfelds befand sich der heute verfallene Kaser der Roßfeldalm.

## Nutzung

### Landwirtschaft
Die Almweiden werden heute von der Priesbergalm aus mit Jungrindern mitbestoßen.

### Tourismus
Die Hohen Roßfelder sind kein klassisches Wanderziel, da es dort keine markierten und beschilderten Wanderwege gibt, aber eine Variante der Skitour der Kleinen Reibn führt über das Gebiet. Ihren Namen verdanken die Hohen Roßfelder dem Umstand, dass sie früher als Bergweiden für junge Rösser dienten.